# مانويل أنخيل
مانويل أنخيل موران إيبانيز (بالإسبانية: Manuel Ángel Morán Ibáñez) (من مواليد 15 مارس 2004) هو لاعب كرة قدم إسباني يلعب كلاعب خط وسط لنادي ريال مدريد كاستيا.

## الحياة المبكرة
يُلقب أنخيل بـ "مامي". 

## المسيرة الكروية
كلاعب شاب، انضم أنخيل إلى أكاديمية الشباب التابعة لنادي ريال مدريد الإسباني، حيث كان يُعتبر أحد أهم لاعبي النادي. 

## المسيرة الدولية
مثل إسبانيا دوليًا في بطولة أوروبا تحت 19 عامًا 2023. 

## أسلوب اللعب
يلعب بشكل أساسي كلاعب خط وسط وقد تم وصفه بأنه "محوري في إخراج الكرة، وقدرته الجيدة على اتخاذ القرار. فهو يتعامل مع كلتا الساقين، ويخلق ويوزع ويرهب الدفاع". 

## الحياة الشخصية
أنخيل هو مواطن من إشبيلية ، إسبانيا. 

## إحصائيات المهنة
آخر تحديث 25 مايو 2024.
| نادي                  | موسم                  | الدوري                         | الدوري    | الدوري  | آخري      | آخري    | المجموع   | المجموع |
| نادي                  | موسم                  | قسم                            | التطبيقات | الأهداف | التطبيقات | الأهداف | التطبيقات | الأهداف |
| --------------------- | --------------------- | ------------------------------ | --------- | ------- | --------- | ------- | --------- | ------- |
| ريال مدريد كاستيا     | 2022–23               | الدوري الإسباني الدرجة الثالثة | 1         | 0       | 0         | 0       | 1         | 0       |
| ريال مدريد كاستيا     | 2023–24               | الدرجة الثالثة                 | 32        | 2       | —         | —       | 32        | 2       |
| مجموع المسيرة المهنية | مجموع المسيرة المهنية | مجموع المسيرة المهنية          | 33        | 2       | 0         | 0       | 33        | 2       |

## روابط خارجية
- مانويل أنخيل على BDFutbol